# Commission de la fonction publique (Québec)
La Commission de la fonction publique a été créée par le gouvernement du Québec en 1965. Elle est une organisation neutre et indépendante chargée de s’assurer que les décisions qui touchent les employés de la fonction publique québécoise sont impartiales et équitables. Elle décide aussi des recours qui sont prévus pour ces employés dans la Loi sur la fonction publique.
Plus particulièrement, « elle favorise l’égalité d’accès de toutes les citoyennes et de tous les citoyens à la fonction publique, la compétence des personnes recrutées et promues ainsi que l’impartialité et l’équité des décisions prises en matière de gestion des ressources humaines,. Pour ce faire, elle agit à titre d’organisme de surveillance et de tribunal ». En tant que tribunal administratif, elle permet de régler certains litiges entre l'État et ses employés,. Les recours possibles, selon le statut du plaignant, sont :
- employés non syndiqués

1. recours en matière de mesures administratives ou disciplinaires;
2. recours en matière de conditions de travail;
3. plainte de harcèlement psychologique;

- procureurs aux poursuites criminelles et pénales

1. avis de mésentente portant sur l’interprétation ou l’application des conditions de travail.

- administrateurs d’État

1. certaines mesures administratives et disciplinaires prises à leur endroit (un relevé provisoire, un congédiement ou une mesure disciplinaire);
2. une situation de harcèlement psychologique.

- membres et dirigeants d’organismes de la fonction publique

1. concernant une situation de harcèlement psychologique;

- employés non syndiqués bénéficiant d’un droit de retour dans la fonction publique

1. uniquement pour un congédiement, si ce recours est prévu dans la loi constitutive de l’organisme employeur ou dans une autre loi.

Depuis avril 2019, la Commission tient également un greffe, auparavant confié au Secrétariat du Conseil du trésor, qui a pour fonction de coordonner le processus de mise au rôle des griefs inscrits à l’arbitrage par les fonctionnaires syndiqués. Elle offre la médiation aux parties visées par ces recours. Les greffes de la Commission assurent ainsi la gestion des dossiers de tous les recours en droit du travail pour les fonctionnaires, c’est-à-dire les personnes qui travaillent dans un ministère ou un organisme de la fonction publique.

## Autres mandats
En plus de ses fonctions juridictionnelles et de surveillance, la Commission :
- donne des recommandations au Conseil du trésor lorsque ce dernier veut éliminer un emploi ou une catégorie d’emplois de l’application de certains articles de la Loi sur la fonction publique;
- fait enquête, à la demande du ministre de la Sécurité publique, à propos des raisons pour lesquelles un commissaire à la lutte contre la corruption (L'Unité permanente anticorruption), un commissaire associé ou le directeur général de la Sûreté du Québec a été privé ou suspendu de sa charge d’emploi. Elle suit la même procédure pour le directeur des poursuites criminelles et pénales ou son adjoint, mais cette fois à la demande du ministre de la Justice;

## Histoire
Au 19e siècle, les travailleurs de l’État sont nommés « au bon plaisir » du gouvernement, le copinage politique et le favoritisme sont donc très présents,. Afin de contrer le favoritisme, le Bureau du service civil est créé à la suite de l’adoption de la Loi du service civil par la législature provinciale du Québec, en 1868. Des examens d’entrée sont désormais requis pour nommer un travailleur, par contre, il n’y a pas de vérifications ni de procédures précises. Le Bureau du service civil se révèle plutôt symbolique, il est aboli en 1925. Par la suite, il faudra attendre en 1943, sous le gouvernement d’Adélard Godbout, pour voir son successeur apparaître : la Commission du service civil. Cette dernière a pour mandat de tenir des examens pour évaluer les aptitudes des fonctionnaires et de produire des listes d’admissibilité pour le recrutement, en plus d’assumer un rôle de surveillance et d’enquête. Ainsi, dès le début des années 1940, les notions du mérite et de l’évaluation du personnel sont bien implantées dans la fonction publique québécoise. On y retrouve les premiers jalons du pouvoir d’enquête de l’actuelle Commission. Finalement, en 1965, en pleine Révolution tranquille, à la suite de l’adoption de la Loi de la fonction publique, la Commission du service civil est remplacée par la Commission de la fonction publique qui assure sensiblement les mêmes responsabilités que sa prédécesseure. À cette époque, la Loi de la fonction publique accorde aussi la reconnaissance syndicale aux fonctionnaires en leur permettant de s’associer, de négocier et de faire la grève, en plus de conférer la sécurité d’emploi aux employés permanents. L’effectif de la fonction publique a plus que doublé, passant de près de 12 000 personnes, en 1944, à plus de 25 000 en 1960. Par ailleurs, c’est en 1979 que la Commission commence à assumer une fonction de tribunal administratif avec l’entrée en vigueur de la Loi sur la fonction publique. C’est également à ce moment que la Loi énonce pour la première fois que ses membres sont désignés par l’Assemblée nationale du Québec. Ce mécanisme de nomination vise à assurer l’indépendance de ceux-ci à l’égard du pouvoir politique. On consacre par la même occasion l’importance de la notion du mérite prévoyant que les concours doivent être impartiaux et accessibles à tous les citoyens et que la sélection doit s’effectuer sur la base de la compétence et des aptitudes démontrées. Cette consécration s’inscrit dans la volonté d’établir le statut apolitique de la fonction publique. En 2020, la fonction publique compte environ 56 000 travailleurs.

## Mission
La Commission de la fonction publique assure un rôle de surveillance et d’enquête par rapport à la gestion des  ressources humaines et son tribunal décide des recours qui sont prévus dans Loi sur la fonction publique :  « Sa mission est de contribuer, par ses activités de surveillance et de tribunal, à assurer l’égalité d’accès des citoyennes et des citoyens à la fonction publique, la compétence des personnes qui y sont recrutées et promues, ainsi que l’impartialité et l’équité des décisions qui y sont prises en matière de gestion des ressources humaines». Dans le cadre de ses fonctions de surveillance et juridictionnelles, la Commission applique et veille au respect des lois québécoises et des règlements suivants :
- Loi sur la fonction publique[14] (RLRQ, chapitre F-3.1.1)
- Loi sur l’administration publique[15] (RLRQ, chapitre A-6.01)
- Loi sur les normes du travail[16] (RLRQ, chapitre N-1.1)
- Loi sur le processus de détermination de la rémunération des procureurs aux poursuites criminelles et pénales et sur leur régime de négociation collective[17] (RLRQ, chapitre P-27.1)
- Règlement sur la preuve et la procédure de la Commission de la fonction publique[18] (RLRQ, chapitre F-3.1.1, r.3.01)
- Règlement sur un recours en appel pour les fonctionnaires non régis par une convention collective[19] (RLRQ, chapitre F-3.1.1, r. 5)

## Organisation
La Commission est une organisation indépendante. À cet effet, seul son budget relève du ministre responsable de l’Administration gouvernementale et président du Conseil du trésor. Le président ou la présidente ainsi que les juges administratifs sont nommés par l’Assemblée nationale du Québec. Le mandat de la personne désignée à la présidence est de 5 ans.

## Présidents et présidentes
- Jean Fournier (1965-1971)
- Yvon Saindon (1971-1974)
- Raymond Gérin (1974-1979)
- Roch Bolduc (1979-1982)
- Gaston Lefebvre (1983-1987)
- Jean-Noël Poulin (1987-1993)
- Michel Paquet (1993-1997)
- Jean-Paul Roberge (intérim) (1997-1998)
- Lise Morency (1998-2003)
- Gilles R. Tremblay (2003-2004)
- Michel Poirier (intérim) (2004-2006)
- Doris Paradis	 (2006-2011)
- Christiane Barbe (2011-2014)
- Marc Lacroix	(2014-2016)
- Nour Salah (intérim)(2016)
- Hélène Fréchette (2016-2021)
- Nour Salah (intérim)(2021)
- Éric Théroux (2021-)